# True Love Waits
"True Love Waits" är en låt av det brittiska bandet Radiohead, utgiven i liveversion på albumet I Might Be Wrong: Live Recordings (2001) och i studioversion på albumet A Moon Shaped Pool (2016).

## Medverkande
- Colin Greenwood
- Jonny Greenwood
- Ed O'Brien
- Phil Selway
- Thom Yorke